# Epinephelus labriformis

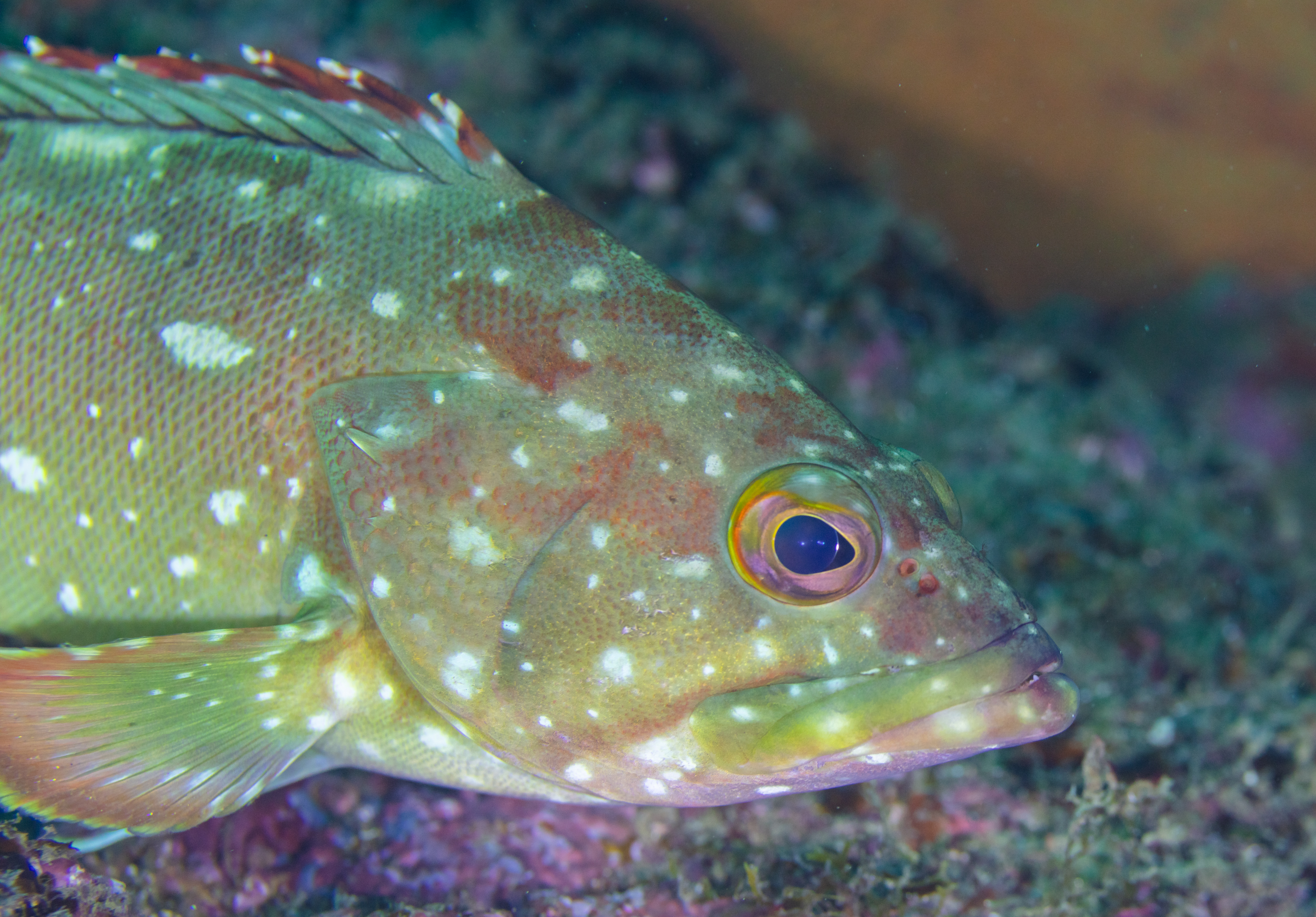
Detalle.

Epinephelus labriformis es una especie de peces de la familia Serranidae en el orden de los Perciformes. En Perú se le conoce como mero cherne y en México como cabrilla piedrera.

## Morfología
Los machos pueden llegar alcanzar los 60 cm de longitud total.

## Distribución geográfica
Se encuentra en el Pacífico oriental.